# 沈奎 (嘉靖戊戌進士)
沈奎（1501年—1576年），字文明，號秦川，浙江嘉興府海鹽縣人，民籍，明朝政治人物。

## 生平
嘉靖十年（1531年）辛卯科浙江鄉試第四十八名舉人。嘉靖十七年（1538年）中式戊戌科會試第四名，登第二甲第十三名進士。授刑部广西司主事，历广东司员外郎、山西司郎中，任满九年，擢升江西按察司副使，以父喪歸。卒年七十七。

## 家族
曾祖沈榮；祖父沈本；父沈軒，母陳氏；繼母吳氏；繼母伍氏。严侍下。